# Riesen-Champignon
Der Riesen-Champignon (Agaricus augustus), auch Braunschuppiger Riesen-Champignon oder Riesen-Egerling, ist ein Pilz aus der Gattung der Champignons oder Egerlinge (Agaricus).

## Merkmale

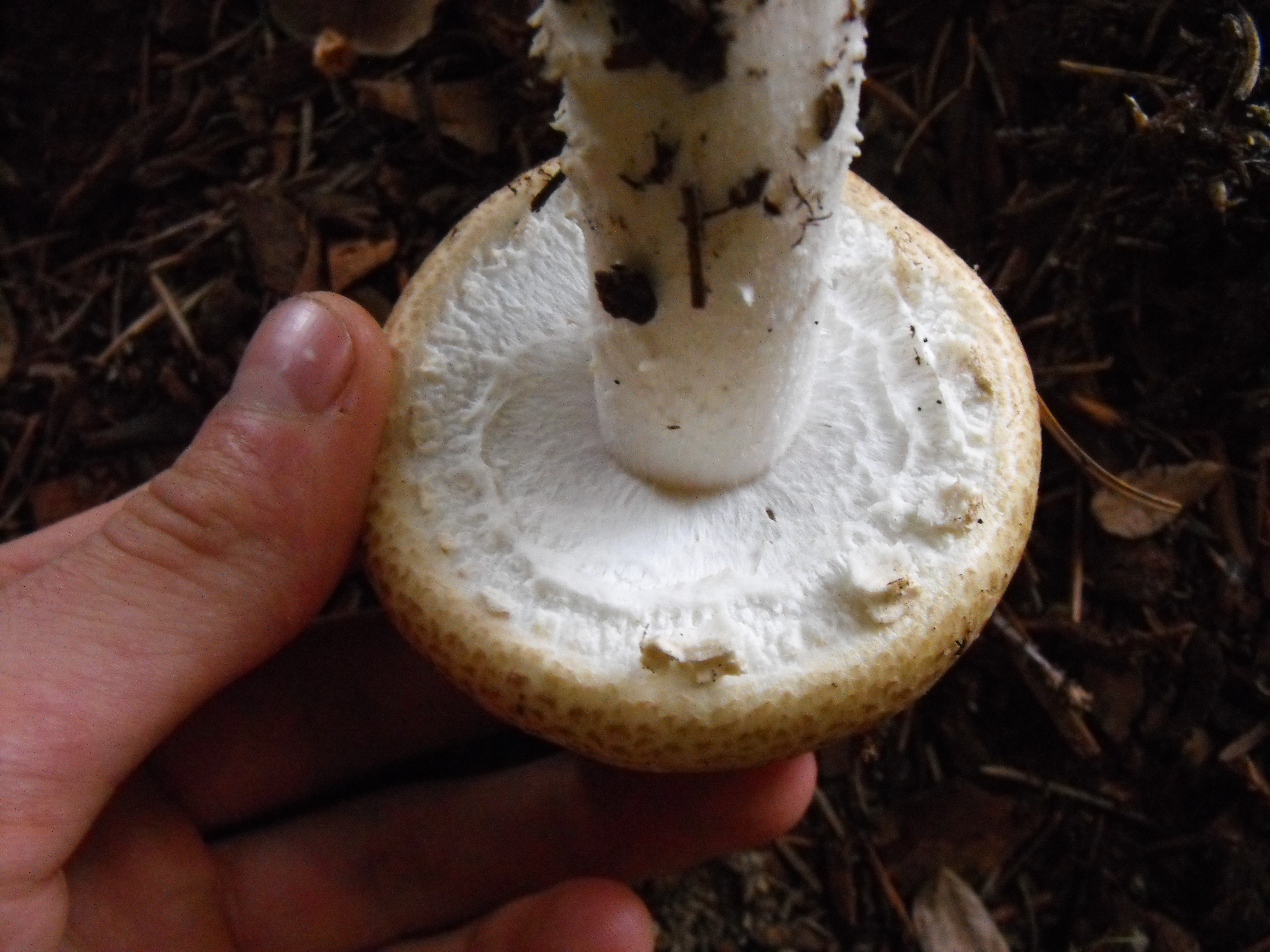
Hutunterseite mit geschlossenem Velum

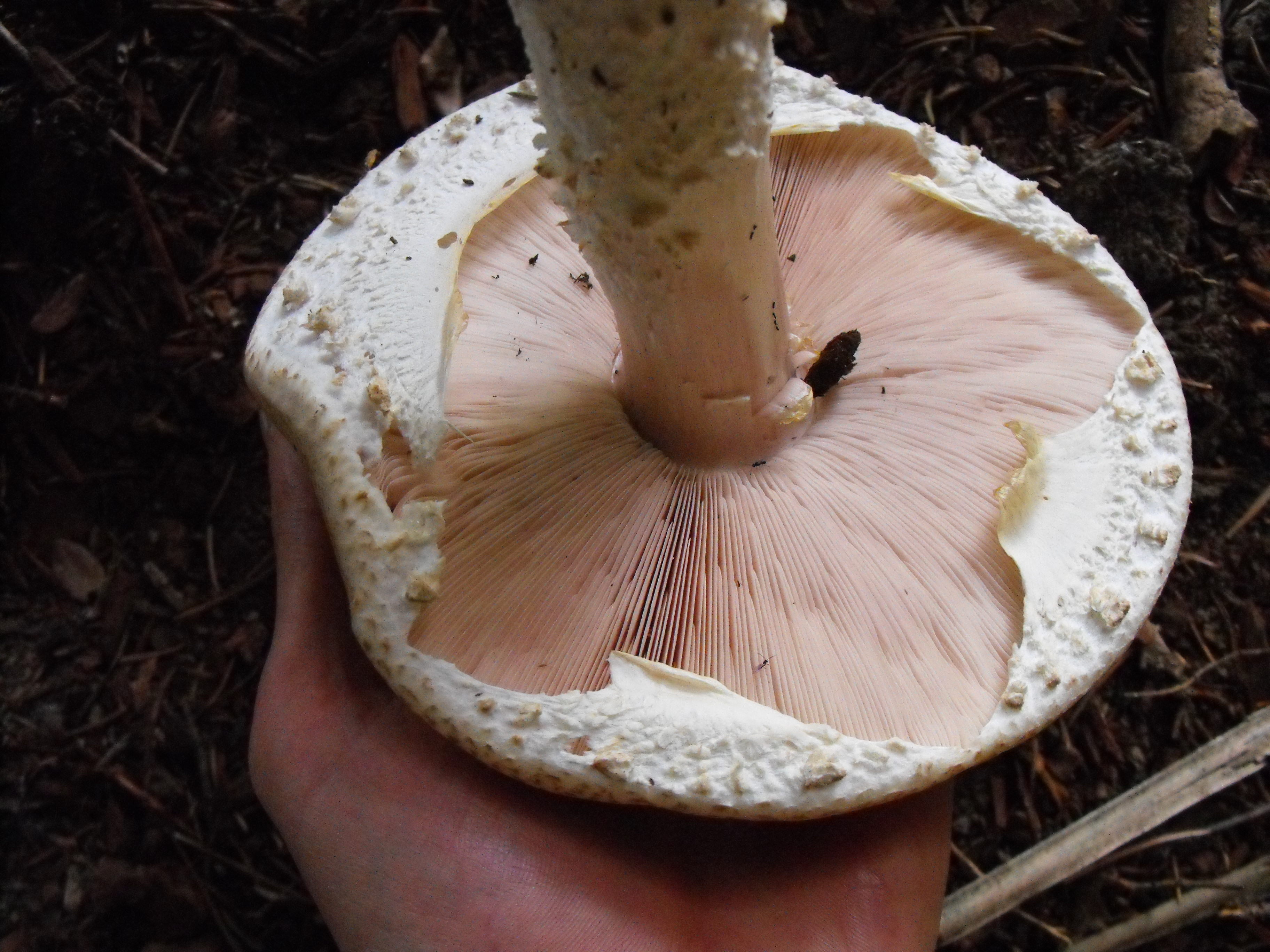
Aufgeschirmter Fruchtkörper mit Blick auf die dicht gedrängt stehenden Lamellen

### Makroskopische Merkmale
Die Fruchtkörper des Riesen-Champignons sind, wie der Name andeutet, auffällig groß. Der zunächst halbkugelig gewölbte Hut verflacht mit zunehmendem Alter und ist dann in der Mitte bisweilen leicht eingedrückt. Er kann einen Durchmesser von 9–22 cm erreichen. Der Fruchtkörper zeigt oft eine genatterte Oberfläche, weil das Velum beim Aufschirmen des Huts reißt. Im Wachstumsverlauf reißt auch dieses Muster weiter auf, sodass sich auf dem Hut Risse abzeichnen. Der Hut ist mit ocker-, nuss- oder dunkelbraunen, anliegenden Schüppchen auf creme-weißem bis ockerlichem Untergrund bedeckt. Beim Reiben gilbt der Hut deutlich. Der Rand ist lange mit weißen bis braungelblichen Velumresten behangen und im Alter nach oben gewölbt. Die ziemlich eng stehenden Lamellen sind jung graulich-fleischfarben und färben sich im Alter über rosabräunlich schokoladenbraun. Es existieren eine rein weiße und eine stärker ockerfarbige Form, die jedoch keinen taxonomischen Rang besitzen. Der zylindrische, 10–20 cm lange und 1,5–3 cm dicke Stiel ist zur Basis hin schwach bis keulig verdickt. Die Farbe ist wie der Hutuntergrund creme-weißlich, bei Berührung gilbt die Oberfläche. Der Stiel ist zur Basis hin wie auf dem Hut mit kleinen, abstehenden und bräunlich gefärbten Schüppchen besetzt. Der Ring ist häutig, hängend und unten häufig gelblich beflockt. Das weißliche Fleisch läuft im Schnitt gelblich bis rostig-rotbraun an und riecht fein nach bitteren Mandeln.

### Mikroskopische Merkmale
Die Sporen sind elliptisch, 7,5–10 Mikrometer lang und 5–6,5 µm breit. Die Cheilozystiden sind oft in kurzen Ketten angeordnet und vielgestaltig: birnen- oder bauch- bis flaschenförmig mit eingeschnürten Hälsen.

## Ökologie
Der Riesen-Champignon ist ein saprobiontischer Bodenbewohner der vor allem in der Nadelstreu, seltener in Laubstreu in Nadelwäldern- und Nadelforsten, vor allem in alten Fichtenwäldern, seltener in Laubwäldern (dann meist unter Nadelbäumen) wächst. In Laubwäldern, Parkanlagen, Gärten und ähnlichen Biotopen, in denen er seltener vorkommt, wächst er ebenfalls bevorzugt unter Nadelbäumen. Er bevorzugt etwas stickstoffreiche, basische bis neutrale, meist lehmige Böden, seltener kommt er auf saurem Untergrund vor. Seine Fruchtkörper erscheinen in Mitteleuropa von Juni bis Oktober, vor allem in den Sommermonaten.

## Verbreitung
Der Riesen-Champignon ist eine holarktisch verbreitete Art, die in Asien (in Israel, Kleinasien, dem Kaukasusgebiet, Ostsibirien und China), Nordamerika, Nordafrika, auf den Kanarischen Inseln und in Europa vorkommt. In Europa erstreckt sich sein Verbreitungsgebiet vom Mittelmeerraum bis zu den Hebriden und Dänemark, Estland und Belarus. In Deutschland kommt der Riesen-Champignon im Mittelgebirgsland bis ins südliche Niedersachsen zerstreut, im südlichen Bayern und Baden-Württemberg häufig, in Nord- und Nordostdeutschland seltener vor.

## Bedeutung
Der Riesenchampignon ist essbar.